# SOR CN 8,5
SOR CN 8,5 je model českého, částečně nízkopodlažního autobusu z produkce firmy SOR Libchavy. Vůz je určen pro linkovou dopravu na méně vytížených linkách. Byl vyráběn v letech 2008 až 2022.

## Konstrukce
Model CN 8,5 konstrukčně vychází z větších, rovněž částečně nízkopodlažních typů CN 9,5, CN 10,5 a CN 12. Jeho konstrukce se shoduje s městským modelem BN 8,5. Vůz je dvoudveřový, přední dveře jsou jednokřídlé, druhé, jež se nacházejí uprostřed bočnice, jsou dvoukřídlé. Přední část vozidla až ke druhým dveřím je nízkopodlažní s výškou podlahy 360 mm nad povrchem vozovky. Zadní část tohoto low entry autobusu má podlahu ve standardní výšce 800 mm nad vozovkou a je přístupná po dvou schůdcích v interiéru vozu. Vozidlo je vybaveno britským čtyřválcovým motorem Cummins a mechanickou převodovkou. Maximální rychlost je 100 km/h.

## Výroba a provoz
V produkci model CN 8,5 částečně navazuje na minibus SOR C 7,5, jehož výroba skončila v roce 2001 kvůli malému zájmu zákazníků. Typ CN 8,5 vznikl díky potřebě nasazovat autobusy kratších délek v oblasti Orlických hor, neboť standardní vozidla nebyla plně využívána. Prototyp SORu CN 8,5 byl vyroben v roce 2008 a 22. prosince téhož roku předán zákazníkovi, kterým byla společnost Audis bus z Rychnova nad Kněžnou. Ta jej ještě tentýž den nasadila do pravidelného provozu na linkách v okolí Rychnova. V roce 2021 jezdil jako záloha na linkách MHD v Hranicích u dopravce ČSAD Frýdek-Místek. Druhý prototyp provozoval v roce 2021 pořád dopravce Audis bus. Třetí prototyp jezdil u Arrivy Morava do roku 2021, kdy byl odstaven. Původně byl v provozu na Třinecku, později byl přesunut na linky MHD v Krnově (nejčastěji linky 802 a 806). Dále jsou vozy tohoto typu vypravovány například na linky 117, 164, 166, 173, 203, 204, 224 provozované dopravci About Me, ČSAD Střední Čechy a DPP v rámci systému PID.

## Galerie

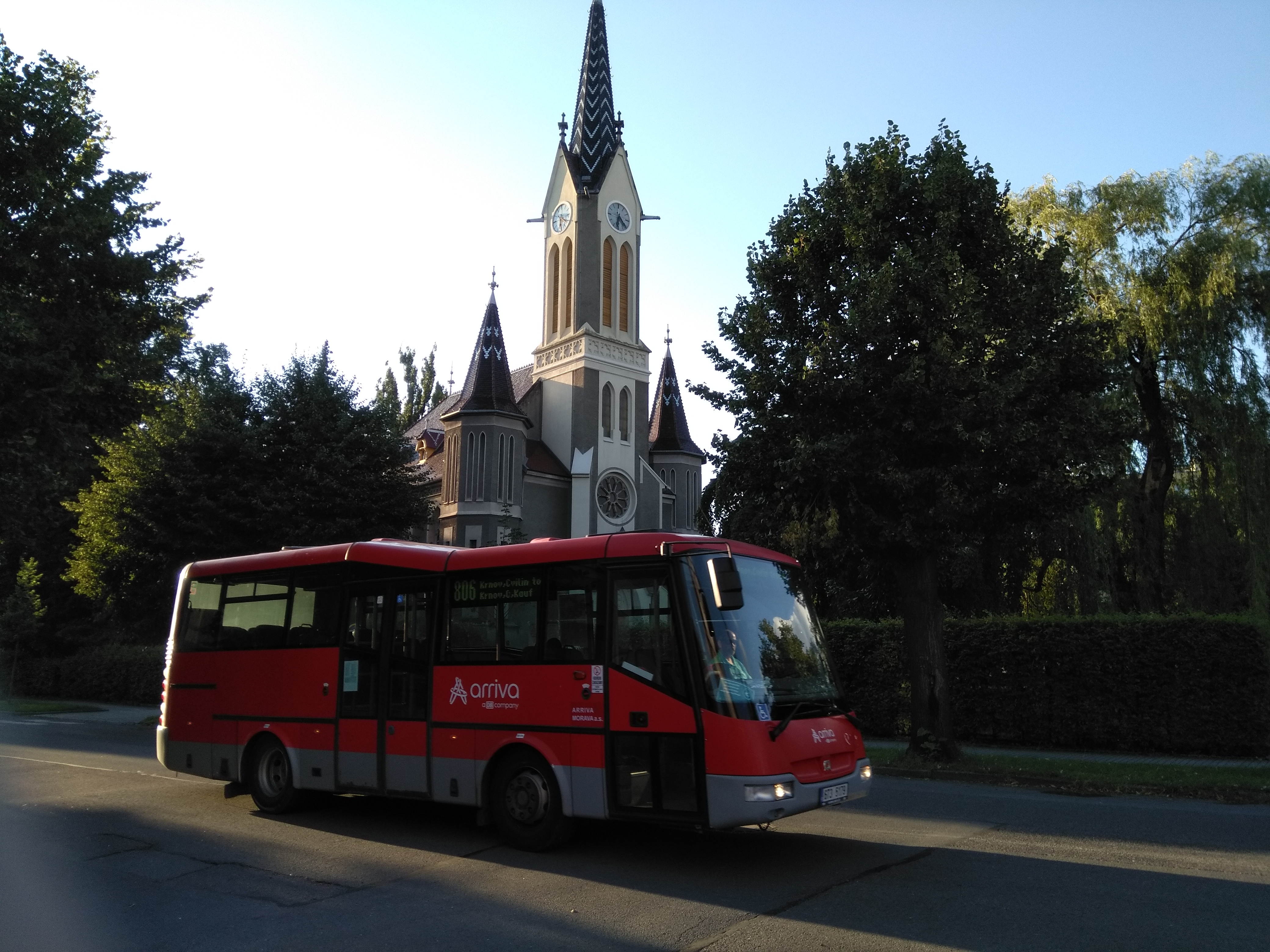
SOR CN 8,5 dopravce Arriva Morava v Krnově
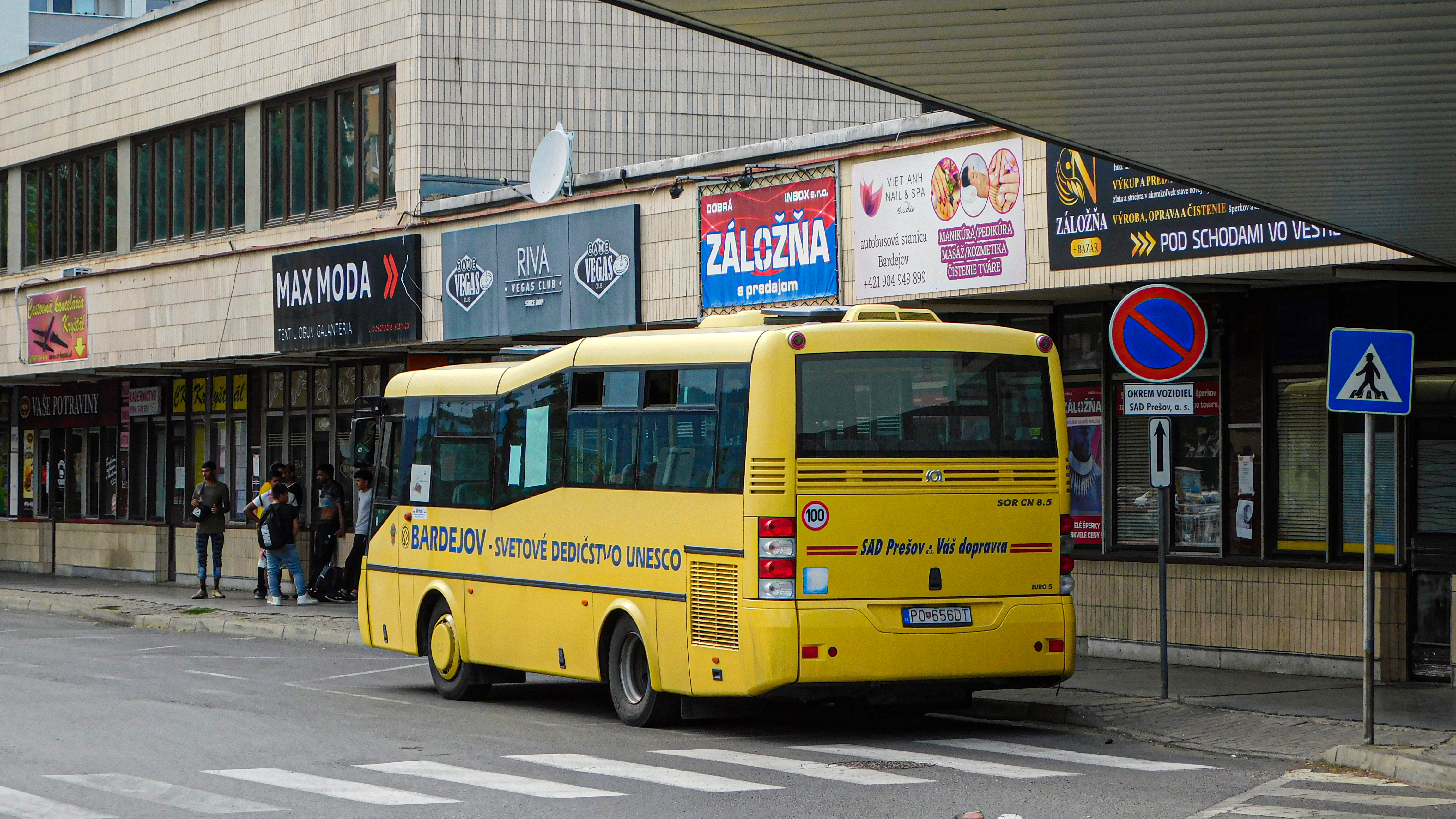
SOR CN 8,5 dopravce SAD Prešov v Bardejově
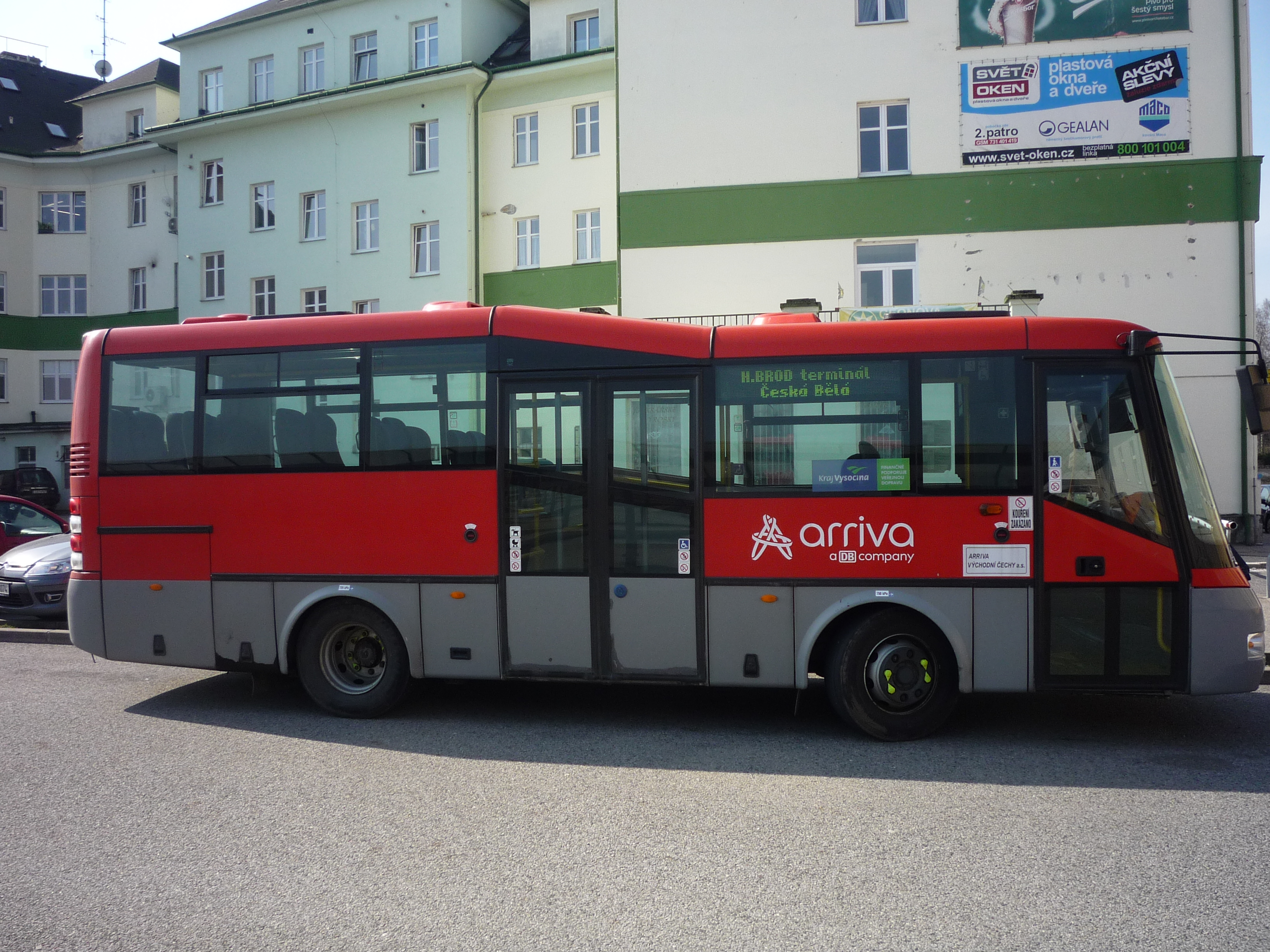
SOR CN 8,5 dopravce Arriva Východní Čechy v Havlíčkově Brodě
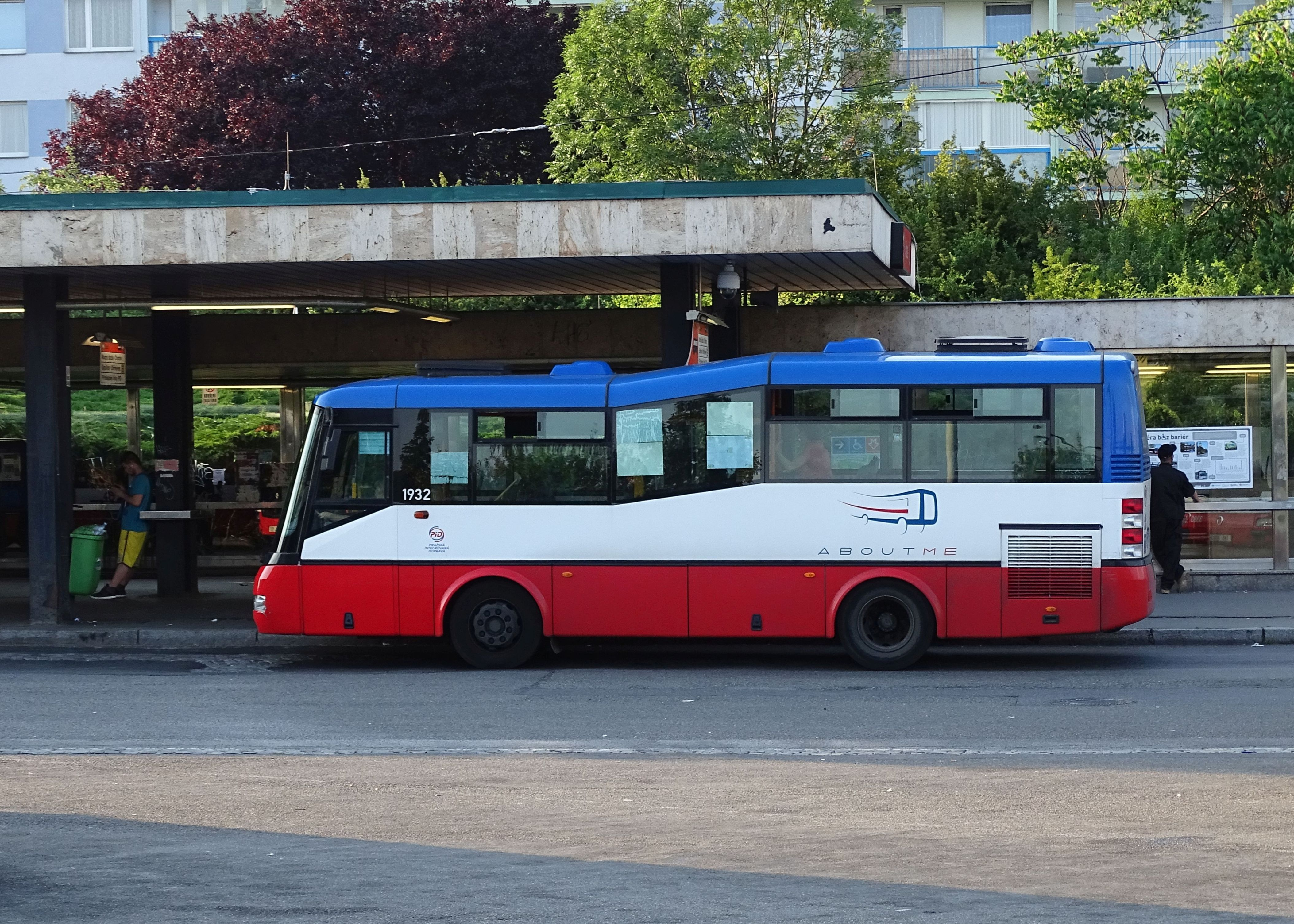
SOR CN 8,5 dopravce About Me v Praze
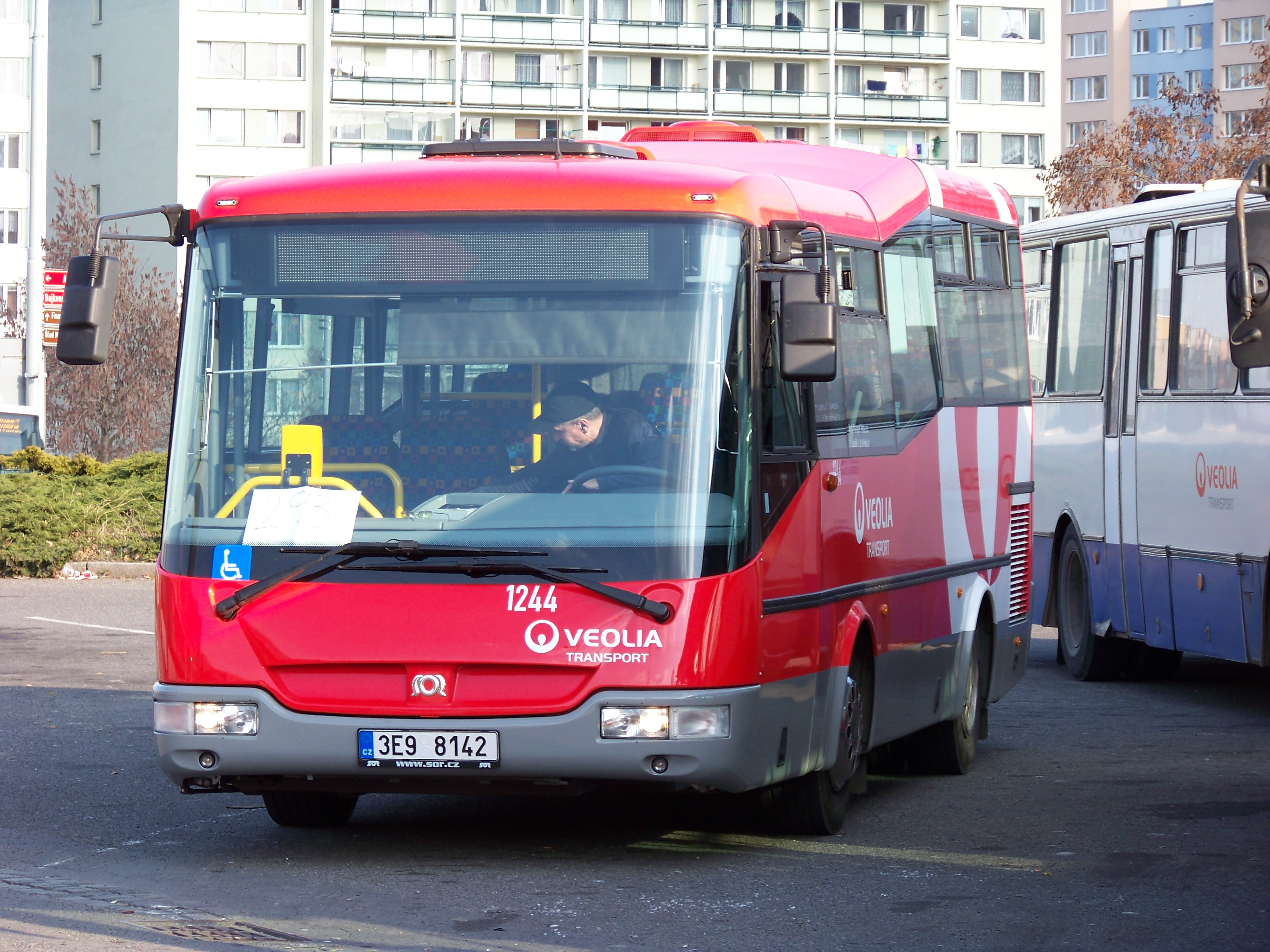
SOR CN 8,5 dopravce Veolia Transport v Praze